# Glaresis contrerasi
Glaresis contrerasi är en skalbaggsart som beskrevs av Pardo Alcaide 1958. Glaresis contrerasi ingår i släktet Glaresis och familjen Glaresidae. Inga underarter finns listade i Catalogue of Life.